# Robinson Opong
Robinson Odoch Opong (Nairobi, 10 maggio 1989) è un cestista canadese con cittadinanza ugandese.

## Carriera
Con l'Uganda ha disputato due edizioni dei Campionati africani (2017, 2021).